# 1277
1277 (MCCLXXVII) je bilo navadno leto, ki se je po julijanskem koledarju začelo na petek.

## Dogodki

### Mongolsko cesarstvo
- Vojna proti Songu, Kitajska: Mongoli pod vodstvom Kublajkana napredujejo še globlje v južno Kitajsko. V gorati regiji napredujejo počasneje.
  - Več kot 50.000 beguncev iz Južega Songa si najde zatočišče na polotoku Macau.
- Anatolija: egiptovski mameluški sultan Bajbars izvede invazijo na seldžuški Sultanat Rum, ki je vazal mongolskega Ilkanata.↓
- 15. april → Bitka pri Elbistanu: zmaga egiptovskih mamelukov proti mongolsko-seldžuški vojski. Poraz Mongolov se lahko pripiše šibki morali seldžuške vojske, ki se noče boriti proti sovernikom. ↓
- 23. april → Bajbars triumfalno vstopi v mesto Kayseri[1], vendar se je primoran zaradi premajhne vojske umakniti nazaj v Sirijo. Ilkanatski kan Abaka ponovno zasede Anatolijo ter pomori vse prebivalstvo v Kayseriju in okolici.

- 1. julij - V Damasku umre mameluški sultan Egipta in Sirije Bajbars. Glede na vire naj bi se zastrupil s kumisom, vendar podrobnosti niso znane. Nasledi ga najstarejši sin Al-Said Barak.
- 2. avgust - Ilkanat: Abaka usmrti seldžuške vojskovodjo Pervaneja, regenta Sultanata Rum, ker si je v bitki pri Elbistanu obotavljal spopasti z mameluki.
- Zadnji kralj burmanske paganske dinastije Narathihapate pobije Kublajkanove odposlance, ko ti zahtevajo tribut. ↓
- → Bitka pri Ngasaunggyanu, Burma: zmaga mongolske vojske iz Junana, ki jo vodi general Khudu, proti vojski Paganskega kraljestva. Paganska vojska uporabi več kot dvesto vojnih slonov, vendar jih Mongoli zmedejo z lokostrelci, ranjeni sloni pa nato uničijo svojo lastno vojsko. Zaradi izbruha malarije mongolska vojska zapusti Burmo.
  - Marko Polo, ki je v Kublajkanovi uradniški službi, prispe v Junan.
- Zaliv Hakata, Japonska: Japonci končajo z gradnjo več kot 20 km dolgega zidu, ki naj bi jih obvaroval pred naslednjo mongolsko invazijo z morja. 1281 ↔
- Čagatajski kanat: čagatajski vladar Kaidu se pred se pred Kublajkanovo vojsko, ki jo vodi turkmenski general Bajan, umakne v porečje reke Irtiš v Sibirijo.
- Zlata horda: kan Mengu-Timurju[2] zatre upor po Povolških Bolgarov v Kazanu in hkrati dovoli nemškim trgovcem prosto trgovanje po kanatu.
  - Del starega mongolskega plemstva se upre Kublajkanu in ugrabi dva Kublajkanova sinova ter ju za talca preda Mengu-Timurju. 1282 ↔
- Ivajlov kmečki upor 1277-80, Bolgarija: začetek kmečkega upora proti vladavini carja Konstantina Tiha. Upor se zgodi na območjih, ki so najbolj na udaru plenilskih Mongolov iz Zlate horde. Upornike vodi sposoben organizator in strateg Ivajlo, ki najprej izžene Mongole. Car Konstantin se sam odloči zatreti upor z razmeroma majhno vojsko, vendar ga Ivajlo preseneti iz zasede in ubije. S tem mu uspe združiti večino bolgarskega podeželja, sam pa se okliče za novega carja. Bolgarsko plemstvo se obrne za pomoč na bizantinski dvor.1278 ↔
  - Glede na nasledstvo bi moral Bolgarsko cesarstvo naslediti Konstantinov sin Mihael Asen II., ki pa nadzoruje samo prestolnico Tărnovo z okolico.

### Ostalo
- 18. januar - Papeža Janeza XXI. in teologe na Pariški univerzi zmotijo razhajanja med uradno dogmo in averroističnimi peripatetiki, posebej o večnosti sveta in enotnosti duše/uma. Tega dne papež Janez XXI. pooblasti pariškega škofa Štefana Tempierja, da sestavi obtožbe proti Aristotelovi filozofiji in teologom, ki so idejno črpali iz Aristotela.
- 21. januar - Bitka pri Desiu, Milano: odločujoča zmaga hiše Visconti proti hiši Della Torre[3]. Viscontiji vladajo Milanu do leta → 1447.
- 7. marec - Pariški škof Štefan Tempier objavi seznam obremenjujočih 219. tez proti aristotelovski  filozofiji tistega časa. Lista, ki vsebuje 179 spornih filozofskih tez in 40 teoloških, onemogoči javno in odprto delovanje pariških averroistov, med katerimi sta najvidnejša Siger Brabantski in Boecij iz Dacije. Mdr. prepiše manjši niz obremenjujočih tez iz del Tomaža Akvinskega, ki pa so kasneje črtane iz seznama.
- 18. marec - Karel Anžujski kupi titulo jeruzalemskega kralja od dedinje Marije Antiohijske v zameno za zajetno letno rento. Kakorkoli že - jeruzalemsko vrhovno sodišče Haute cour je že leta ← 1269 za kralja imenovalo Huga Poiterškega, ki se je vženil v kraljevo hišo Lusignanskih.
- 20. maj - Umrlega papeža Janeza XXI. nasledi Nikolaj III., 188. papež po seznamu seznam papežev.[4] Izhaja iz rimske plemiške družine Orsini.

- 17. oktober - Umrlega Mastina I. della Scale začetnika Scaligerjev, hiše veronskih vladarjev, nasledi Albert I. della Scala.
- 13. december - Po smrti vojvode Braunschweig-Lüneburga Janeza I. Braunschweigovskega nadaljuje z vladanjem njegov brat in sovladar Albert Visoki.
- Sporazum v Aberconwyju: potem ko mu je angleški kralj Edvard Dolgokraki ugrabil soprogo in uničil žetev, valižanski princ Llywelyn ap Gruffudd kapitulira. Sporazum določa, da se Llywelyn odpove vsemu valižanskemu ozemlju razen njegovi dednini, kar je slaba polovica bivše žepne kraljevine Gwynedd. Edvard začne v Walesu graditi utrdbe Aberystwyth, Builth, Flint and Rhuddlan.
- Tripoli, Libanon: razmere v istoimenski križarski grofiji, ki je skrčena na samo mesto, se kritično zaostijo v državljansko vojno med grofom Bohemondom VII. in vitezi templarji. 1282 ↔
- Ifrikija: umrlega hafsidskega sultana Mohameda I. al-Mustansirja nasledi sin Jahja al-Vatik.

## Rojstva
- 21. januar - Galeazzo I. Visconti, vladar Milana († 1328)
- 26. marec - Kristina Ebner, nemška dominikanska redovnica, mistikinja († 1356)
- 17. april - Mihael IX. Paleolog, bizantinski cesar († 1320)

Neznan datum
- Ingeborg Magnusdotter, švedska princesa, danska kraljica († 1319)
- Marta Danska, švedska kraljica († 1341)
- Robert Anžujski, neapeljski kralj († 1343)
- Smbat I. Kilikijski, kralj Kilikijske Armenije († 1308)

## Smrti
- 1. maj - Štefan Uroš I., srbski kralj  (* 1223)
- 20. maj - papež Janez XXI. (* 1215)
- 1. julij - Bajbars, mameluški sultan Egipta in Sirije (* 1223)
- 2. avgust - Pervane, regent Sultanata Rum
- 17. oktober - Mastino I. della Scala, vladar Verone
- 27. oktober - Walter Merton, angleški kancler, škof Rochesterja (* 1205)
- 13. december - Janez I., vojvoda Braunschweig-Lüneburga (* 1242)

Neznan datum
- Al-Navavi, islamski učenjak, pravnik (* 1233)
- Friderik Kastiljski, infante, vojaški najemnik (* 1223)
- Guglielmo da Saliceto, italijanski kirurg
- Joahim  Gutkeled, slavonski ban (* ni znano)
- Konstantin Tih, bolgarski car
- Mohamed I. al-Mustansir, hafsidski sultan (* okoli 1228)
- Peter Španski, španski logik, zdravnik, filozof (* 1210)
- Vilijem iz Saliceta, italijanski zdravnik, kirurg, higienik (* 1210)